# Othon Friesz
Pour les articles homonymes, voir Friesz.
Achille-Émile Othon Friesz, dit Othon Friesz, né le 6 février 1879 au Havre et mort le 10 janvier 1949 à Paris (6ème), est un peintre et graveur français.

## Biographie
Fils d’un capitaine, Othon Friesz est, avec Georges Braque, Raimond Lecourt, Jules Ausset, René de Saint-Delis et Raoul Dufy, l’élève de Charles Lhuillier à l’École municipale des beaux-arts du Havre. Maximilien Gauthier cite cette évocation de son maître par Othon Friesz : « Lhuillier avait horreur du dessin bâclé, au modelé mou. Quand il dessinait, il usait d'un tortillon, comme un peintre de son pinceau. Il nous apprenait à écarter le détail inutile, à rechercher les traits essentiels, ceux qui forment la synthèse de l'objet à reproduire. Il cherchait sans cesse à faire se dégager la personnalité de ses élèves, seul moyen, estimait-il, d'apprendre la peinture »,.
Une bourse lui permet d’entrer à l’École des beaux-arts de Paris dans l'atelier de Léon Bonnat en 1897, mais il préfère se former en fréquentant le musée du Louvre.
D’abord influencé par les impressionnistes, puis par Vincent van Gogh et Paul Gauguin, quelques-unes de ses toiles sont exposées au Salon d'automne de 1905, avec des œuvres d'Henri Matisse, Albert Marquet et Henri Manguin. Les aplats de couleurs éclatantes et la nervosité du dessin donnent la sensation au spectateur de pénétrer dans une « cage aux fauves ». C’est le début du fauvisme, dont il va devenir l’un des représentants.
À l’été 1906, il effectue un séjour à Anvers avec Georges Braque, travaillant sur les mêmes sujets, puis, l’année suivante, à l’Estaque et La Ciotat, transposant sur leurs toiles la lumière du Midi. De retour à Paris, tandis que Braque élabore avec Pablo Picasso qu’il vient de rencontrer, les fondements du cubisme, Friesz poursuit un naturalisme influencé par Cézanne et réalise des paysages, des natures mortes et des marines plus traditionnels, tout en conservant de sa période fauve l’énergie du trait et le goût affirmé pour la couleur et les contrastes forts.

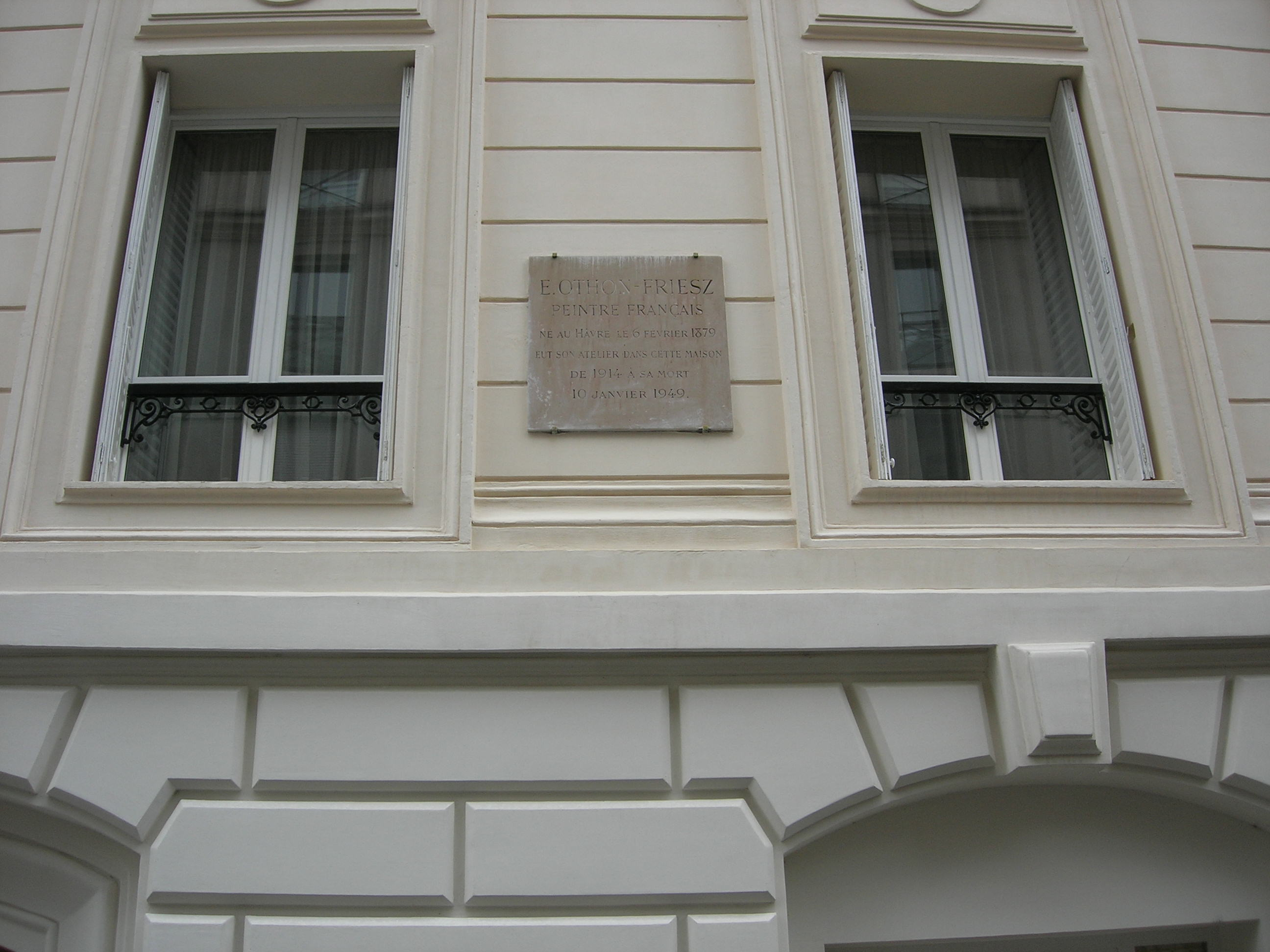
Atelier d'Othon Friesz, rue Notre-Dame-des-Champs à Paris, de 1914 à 1949.

En 1912, il ouvre son premier atelier en Normandie puis, de retour à Paris en 1919, il voyage dans le Jura et en Italie et commence à enseigner le dessin à l'Académie de la Grande Chaumière en 1921, et à l'atelier de peinture A de l'Académie scandinave. En 1937, il réalise la décoration du palais de Chaillot avec Raoul Dufy.
Outre ses peintures, il produit un grand nombre de dessins, de gravures et de lithographies. Il a eu, entre autres, pour élèves Marcel Parturier, Jacques Bouyssou, Jacques Busse, Gabriel Dauchot, Jean Cortot, Pierre Dejean et Michael Loew (en) à l’Académie de la Grande Chaumière.
De 1914 à son décès en 1949, il occupe un atelier au 73, rue Notre-Dame-des-Champs à Paris qui sera repris par Emmanuel Mané-Katz puis Henri Morez. Il joue son propre rôle dans le film Donne-moi tes yeux de Sacha Guitry en 1943.
Pendant l'Occupation, il est vice-président de la section arts plastiques du Groupe Collaboration.
En juin 1946, le Comité national d'épuration des artistes peintres, dessinateurs, sculpteurs et graveurs institué par les pouvoirs publics le frappe d'une interdiction professionnelle d'exposer, de vendre et de publier pendant un an à compter, rétroactivement, du 1er septembre 1944.
Othon Friesz est inhumé à Paris au cimetière du Montparnasse (27e division). Sa tombe est ornée de son portrait en médaillon en bronze par Paul Belmondo. Son épouse est décédée en 1961.

## Distinctions
- Commandeur de la Légion d'honneur, 1938.

## Collections publiques
- Belgique
  - Liège, musée d'Art moderne et d'Art contemporain : Le Port d'Anvers, 1906, huile sur toile.
- Danemark
  - Statens Museum for Kunst, Copenhague, treize toiles provenant de la collection Rump[21].
- France
  - Albi, Musée Toulouse-Lautrec : 
    - Le Large, huile sur toile.
    - Un dimanche à Honfleur, (1907), huile sur toile,.
    - Les remparts de Saint-Malo, huile sur toile, (1935).

  - Béziers, Musée des Beaux-Arts de Béziers :
    - Le Bec de l'Aigle à la Ciotat, 1907, huile sur toile.
    - Sous-bois, huile sur toile.
    - Nature morte aux fleurs, huile sur toile.
    - L'entrée du port de Honfleur, huile sur toile.
    - Le port de Honfleur, huile sur toile.

  - Clermont-Ferrand, musée d'Art Roger-Quilliot.
  - Granville, musée d'art moderne Richard-Anacréon : Nature morte au verre de vin, 1929, huile sur toile.
  - Grenoble, musée de Grenoble : La Guerre, 1915, huile sur toile.
  - Le  Havre, musée des Beaux-Arts André Malraux,
    - Le Havre, Bassin du Roy
    - Le Vieux Bassin du Havre, le soir
    - Bassin des yachts à Sainte-Anne, Anvers

  - Marseille
    - musée Cantini : Paysage méditerranéen, vers 1907, huile sur toile.
    - musée Regards de Provence.

  - Montpellier, musée Fabre : Jardin à Toulon, 1907, huile sur toile.
  - Nancy, musée des Beaux-Arts : Paysage de La Ciotat, 1907, huile sur toile.
  - Paris :
    - musée d'Orsay : Portrait de Karin, 1939, huile sur toile.
    - musée national d'Art moderne :
      - Portrait de Fernand Fleuret, 1907, huile sur toile ;
      - Vue de Méounes, 1925, huile sur toile ;
      - Nature morte au verre de vin, 1929, huile sur toile ;
      - Coquillages, 1937, huile sur toile.

  - Roanne, Musée des Beaux-Arts et d'Archéologie Joseph-Déchelette : Honfleur, depuis les fenêtres de l’auberge du cheval blanc, 1945
  - Saint-Quentin, musée Antoine Lecuyer, Vue de Dinan, 1936
  - Saint-Denis, musée Léon-Dierx, La Bergère endormie, 1920, huile sur toile, 60 × 73 cm.
  - Saint-Tropez, musée de l'Annonciade :
    - Le Jardin du Cap Brun, 1930, huile sur toile ;
    - Les Dahlias, 1939, huile sur toile.

  - Toulon, musée d'Art de Toulon : Femme nue assise, huile sur toile, 73 × 60 cm.
  - Toulouse, Fondation Bemberg :
    - Jardin à Honfleur, 1902, huile sur toile, 65 × 53 cm ;
    - Paysage sur la terrasse, 1909, huile sur toile, 65 × 81 cm.

  - Troyes : 
    - musée d'Art moderne : Honfleur, huile sur toile.
    - La Ciotat - le bec d'aigle, huile sur toile.
- Norvège
  - Oslo, musée national de l'Art, de l'Architecture et du Design : Le Travail à l'automne, 1908, huile sur toile.
- Suisse
  - Genève, musée du Petit Palais.
  - Pully, musée d'Art de Pully.
- Russie
  - Saint-Pétersbourg, musée de l'Ermitage : Toits et la cathédrale de Rouen, 1908, huile sur toile.

## Quelques œuvres

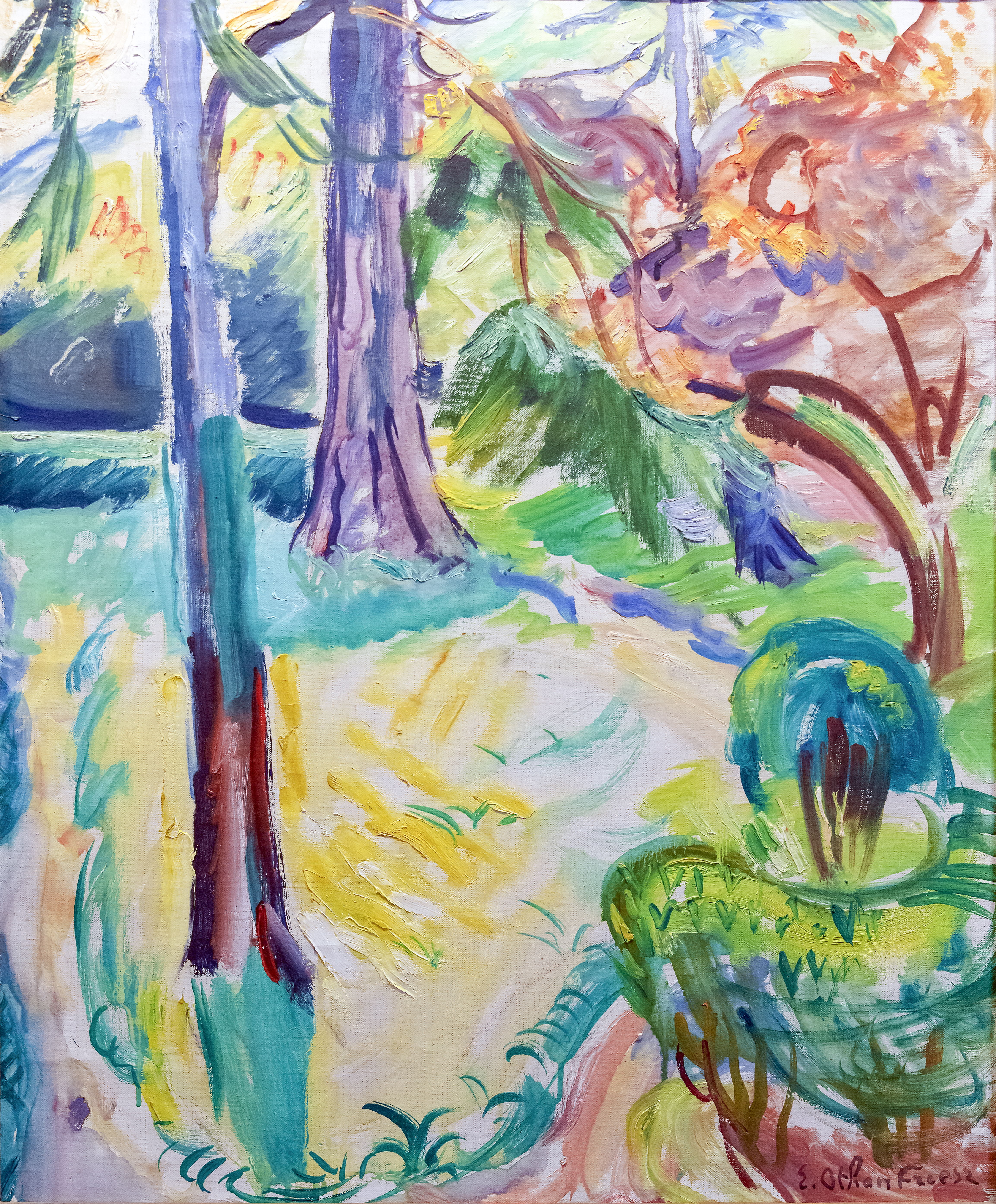
Jardin à Honfleur (1902), Toulouse, fondation Bemberg.
Un dimanche à Honfleur (1907), Albi, musée Toulouse-Lautrec.
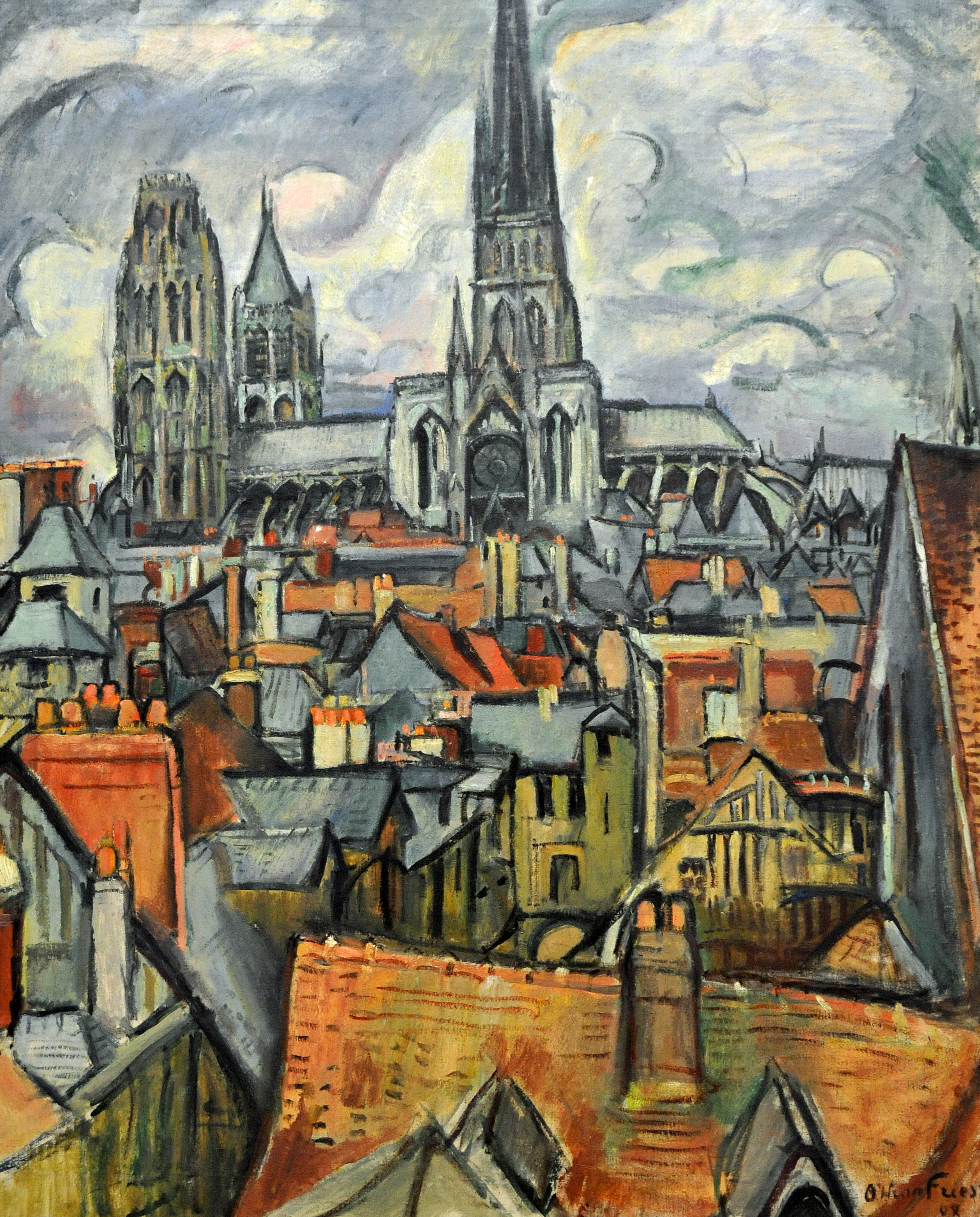
Rouen (1908), Saint-Pétersbourg, musée de l'Ermitage.
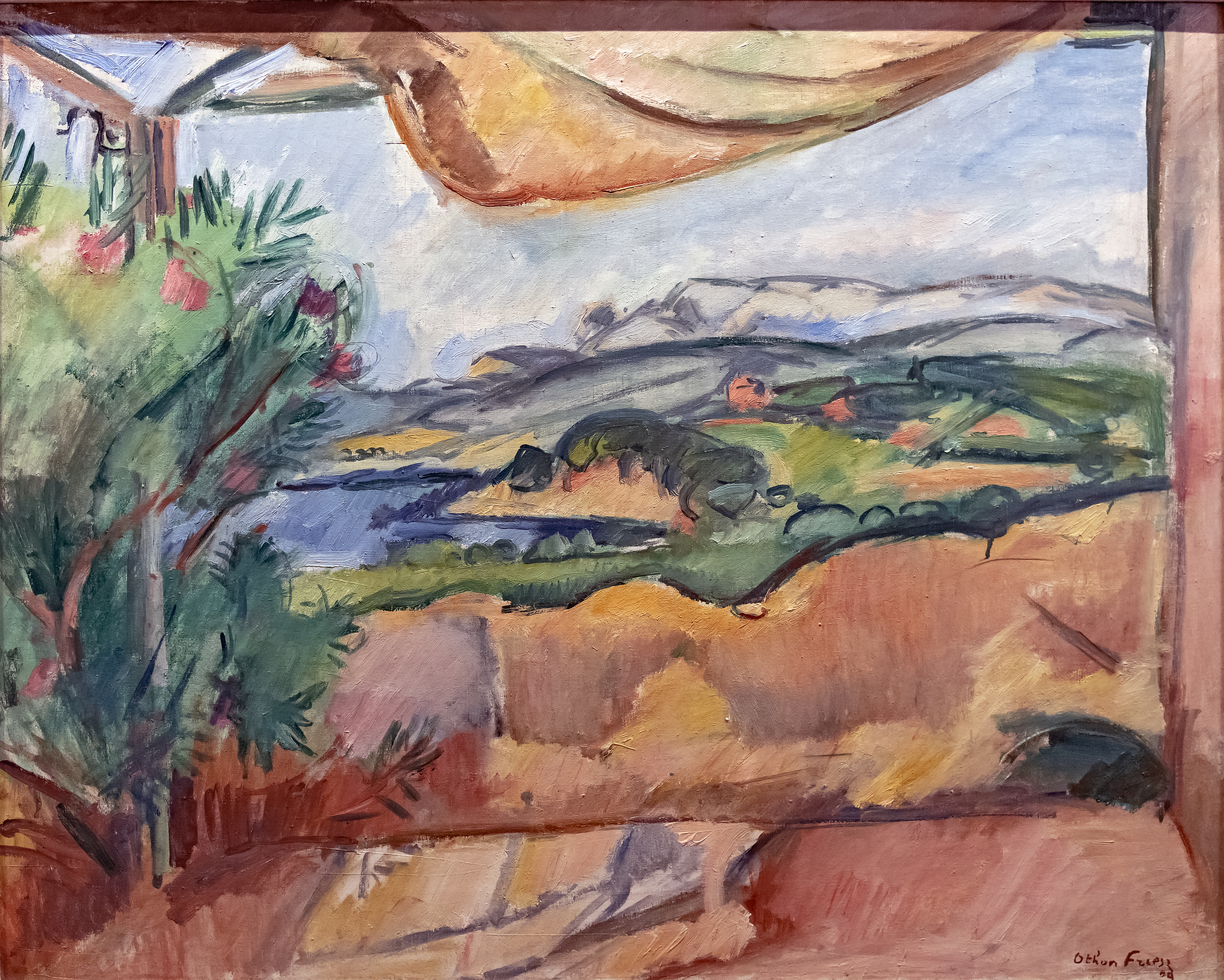
Paysage sur la terrasse (1909), Toulouse, fondation Bemberg.
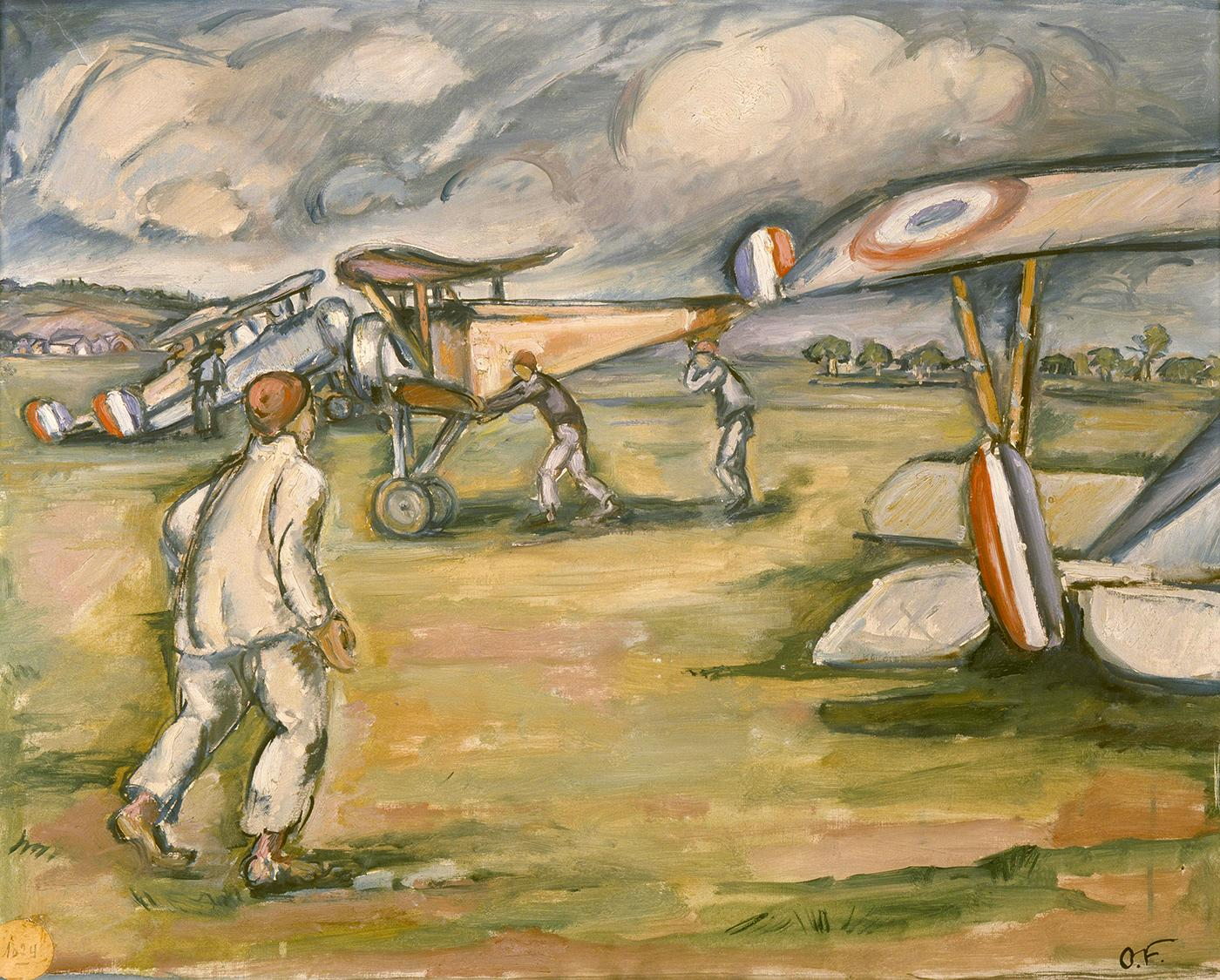
Annamites dans un camp d'aviation (1917), Paris, musée de l'Armée.
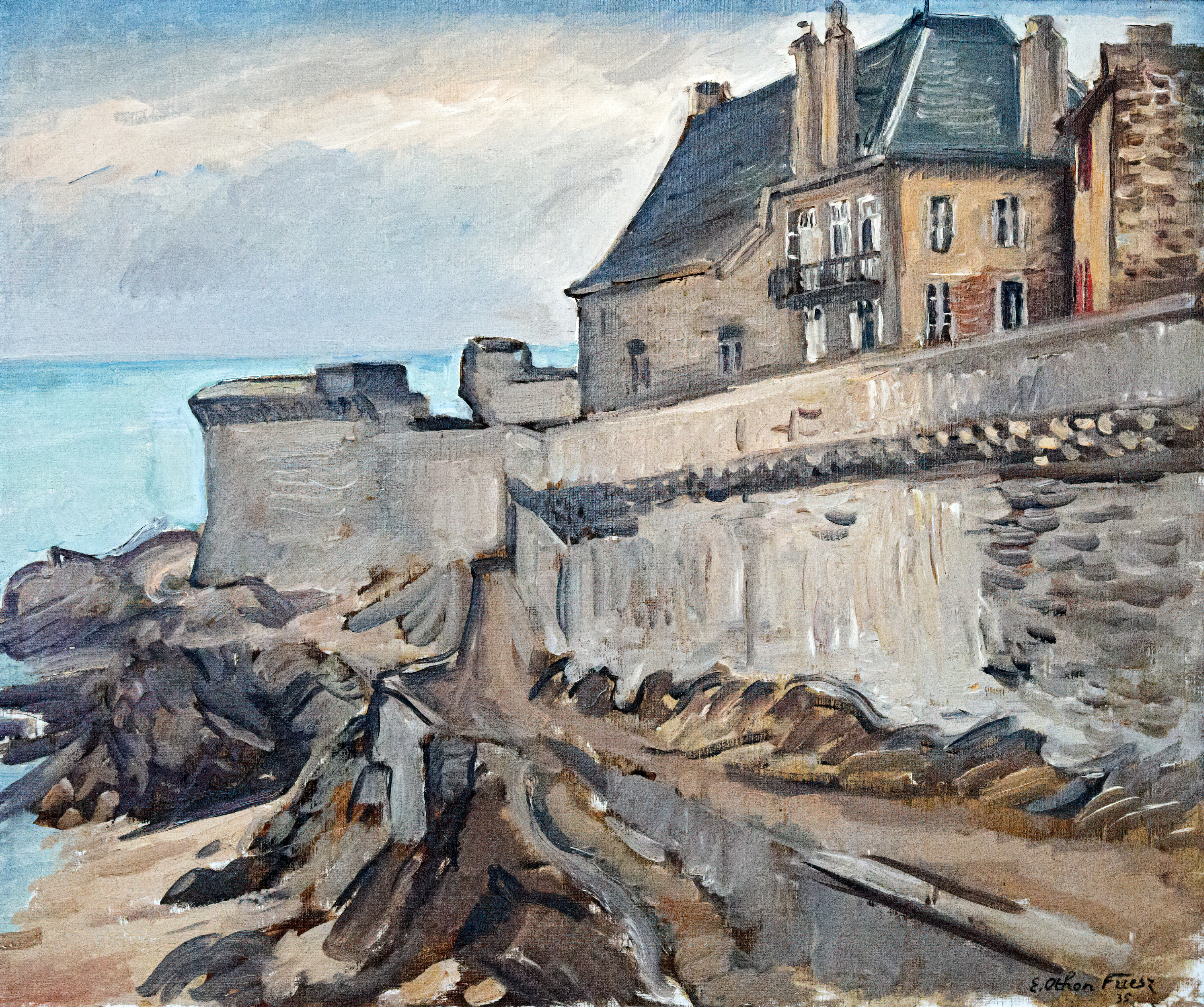
Les Remparts de Saint-Malo (1935), Albi, musée Toulouse-Lautrec.
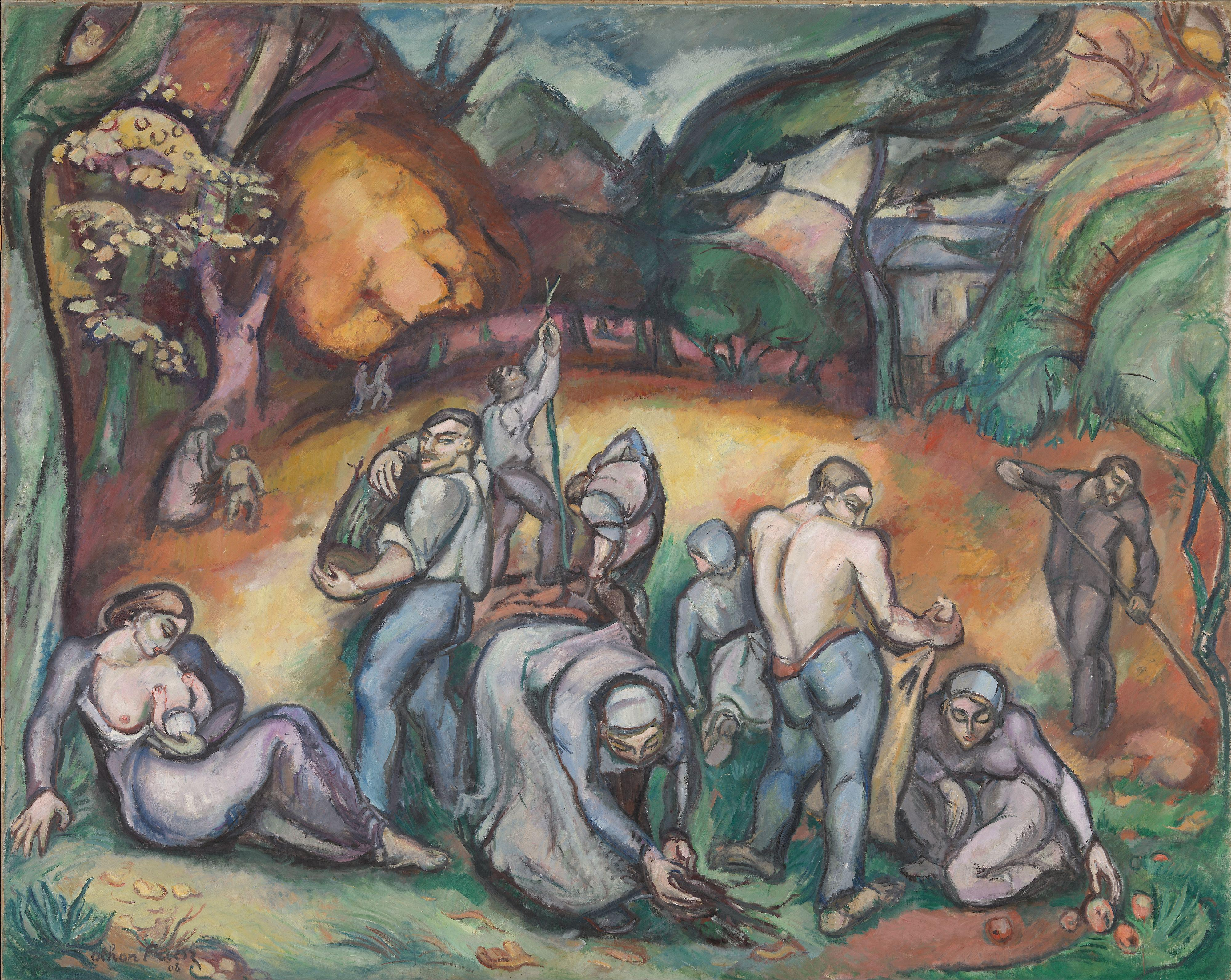
Le Travail à l'automne, 1908, musée national de l'Art, de l'Architecture et du Design, Oslo.

## Expositions

### Expositions personnelles
- Galerie Georges Bernheim, Paris, 1929[22].
- Othon Friesz - Aquarelles, Galerie Bernier, Paris, 1930[23].
- Rétrospective Othon Friesz, galerie Paul Pétridès, Paris, 1964.
- Braque-Friesz, musée de Lodève, 2005.
- Émile-Othon Friesz, le Fauve baroque, Roubaix, La Piscine, 2007.
- Othon Friesz, Le Fauve baroque, musée d'Art moderne de Céret, du 24 juin au 30 septembre 2007.
- Othon Friesz, le Fauve baroque, Le Havre, musée d'Art moderne André-Malraux, du 20 octobre 2007 au 27 janvier 2008.

### Expositions collectives
- La jeune peinture française, Galerie Manzi-Joyant, Paris, juin-juillet 1920[24].
- Exposition internationale d'art moderne, palais épiscopal, Genève, décembre 1920 - janvier 1921[25].
- Trésors du Petit Palais de Genève - De Renoir à Kislong, palais de la Bourse, Chambre de commerce et d'industrie de Marseille, juin-octobre 1990.
- 3e Salon des portraits contemporains, Galerie de Paris, Paris, 1935[26].
- Les petits maîtres et la Seine-Maritime (1850-1980), jardin des sculptures - château de Bois-Guilbert, juillet-novembre 2020[27].

## Réception critique
- « La force, l'abondance de Friesz jaillissent de ces toiles heureuses comme le flot d'une source intarissable. Du sujet le plus banal, le plus terre-à-terre, l'artiste sait extraire ce qu'il y a d'épique. On sent que Friesz est parvenu à ce point de maturité où la création artistique lui est aussi naturelle que l'acte de respirer. » - François Fosca[22]
- « Après 1908, Friesz peint des paysages et des portraits réagissant contre ce qu'il appelait "l'envahissement désordonné de la couleur" : un art plus grave, plus réaliste dans son écriture cézannienne ; puis, après 1920, il inaugure un graphisme baroque et une palette plus lâchée, aux dominantes ocre. » - Gérald Schurr[28]

## Élèves
- Ruth Cahn
- Philippe Cara Costea
- Jean de Gaigneron
- Oscar Gauthier
- Alexis Kalaeff
- Georges Lambert
- Ray Letellier
- Jean-Denis Maillart
- Anne Willette